# Очеретоватое (Синельниковский район)
Очеретоватое (укр. Очеретувате) — село,
Зайцевский сельский совет,
Синельниковский район,
Днепропетровская область,
Украина.
Код КОАТУУ — 1224882004. Население по переписи 2001 года составляло 13 человек.

## Географическое положение
Село Очеретоватое находится на расстоянии в 2 км от сёл Зайцево и Красное.
Рядом проходит железная дорога, станция Зайцево в 2-х км.